# Tirreno-Adriatico 1969
Tirreno-Adriatico 1969 est la 4e édition de la course cycliste par étapes italienne Tirreno-Adriatico. L’épreuve se déroule sur cinq étapes entre le 11 et le 15 mars 1969, sur un parcours total de 946,3 km.  Le vainqueur de la course est l’Italien Carlo Chiappano (Sanson).

## Classements des étapes
| Étape | Date    | Villes étapes                                   | km    | Vainqueur d’étape        | Leader du classement général |
| ----- | ------- | ----------------------------------------------- | ----- | ------------------------ | ---------------------------- |
| 1     | 11 mars | Bracciano - Fiuggi                              | 209,0 | Franco Bitossi (ITA)     | Franco Bitossi (ITA)         |
| 2     | 12 mars | Fiuggi - Alatri                                 | 190,0 | Franco Bitossi (ITA)     | Franco Bitossi (ITA)         |
| 3     | 13 mars | Alatri - Pescasseroli                           | 176,0 | Giancarlo Polidori (ITA) | Giancarlo Polidori (ITA)     |
| 4     | 14 mars | Pescasseroli - San Benedetto del Tronto         | 239,0 | Adriano Durante (ITA)    | Arturo Pecchielan (ITA)      |
| 5a    | 15 mars | San Benedetto del Tronto - S.B del Tronto       | 114,0 | Patrick Sercu (BEL)      | Carlo Chiappano (ITA)        |
| 5b    | 15 mars | San Benedetto del Tronto - S.B del Tronto (clm) | 18,3  | Vittorio Adorni (ITA)    | Carlo Chiappano (ITA)        |

## Classement général
|    | Cycliste               | Pays     | Équipe    | Temps            |
| -- | ---------------------- | -------- | --------- | ---------------- |
| 1  | Carlo Chiappano        | Italie   | Sanson    | 23 h 58 min 18 s |
| 2  | Albert Van Vlierberghe | Belgique | Ferretti  | + 31 s           |
| 3  | Giuseppe Fezzardi      | Italie   | Sanson    | + 42 s           |
| 4  | Luigi Sgarbozza        | Italie   | Max Meyer | + 1 min 14 s     |
| 5  | Roberto Ballini        | Italie   | G.B.C.    | + 1 min 31 s     |
| 6  | Ernesto Donghi         | Italie   | Sagit     | + 1 min 36 s     |
| 7  | Italo Zilioli          | Italie   | Filotex   | + 2 min 00 s     |
| 8  | Arturo Pecchielan      | Italie   | Molteni   | + 2 min 15 s     |
| 9  | Aldo Moser             | Italie   | G.B.C.    | + 2 min 55 s     |
| 10 | Franco Mori            | Italie   | Sanson    | + 4 min 33 s     |